# Kis-Kaukázus
A Kis-Kaukázus (azeriül Kiçik Qafqaz, örményül Փոքր Կովկաս, grúzul მცირე კავკასიონი) avagy Alacsony-Kaukázus a Kaukázus régióban húzódó hegységrendszer Grúzia, Örményország és Azerbajdzsán területén, a Fekete-tenger és a Kaszpi-tenger között. 
A Kis-Kaukázus és az Örmény-felföld alkotja a Transzkaukázusi-fennsíkot.

## Leírása
A Fekete-tenger és a Kaszpi-tenger között húzódó Kaukázust két különálló hegység alkotja: a Nagy-Kaukázus és az attól 100 km-rel délebbre, azzal párhuzamosan haladó, de nála alacsonyabb és rövidebb Kis-Kaukázus. Utóbbi 600 km hosszú, 120 km széles hegyrendszer. Legmagasabb csúcsa a 3724 méter magas Gamış dağı Azerbajdzsánban.
A Kis-Kaukázus a Fekete-tengernél, Poti és Nyikolajevszk között kezdődik, nyugatról keleti irányba vonul, majd hirtelen délre fordul, és az Alagöz nevű vulkánban (4000 m) végződik. Több ága a Csokh és Felső-Araksz közt a Tauruszhoz fűzi. Egyik ága kelet felé vonul a Kura és az Araksz folyók közt; ez a Bambak-hegység. Legnagyobb magasságát a Gök-csaj közelében éri el, ahol ismét több ágat bocsát ki, amelyek közt a legjelentékenyebb a Karabagh és a Migri.
A Nagy- és a Kis-Kaukázust a Likhi-hegység köti össze, amely elválasztja a Kolkhida-alföldet és a Kura-medencét.  
A Kis-Kaukázus része a Meszkheti-hegység is.  
Nagy tava a Szeván-tó.
Grúzia, Örményország és Azerbajdzsán határa ebben a hegységben húzódik, de nem mindig a gerincen fut.

## Geológiája
A Kis-Kaukázus nagyrészt vulkanikus eredetű. Területén található a grúziai Dzsavakheti vulkáni fennsík. A környék vulkáni vonulatai a régió legfiatalabb és kevésbé stabil geológiai alakzatai.
A Kaukázus legmagasabb csúcsainak magva gránit; ezt a legtöbb helyen porfir, azután kristályos palák és végül üledékes kőzetek takarják. A porfirsziklák vörös porfirból, amfibolból és augitból vannak. Itt-ott, különösen a Kis-Kaukázusban trachitot, doleritot, sőt obszidiánt is találni, de sehol sem nagyobb mennyiségben.
A Kis-Kaukázus fontosabb ásványkincsei a vas, réz, ólom.